# Juan Tomás de Salas
Juan Tomás de Salas, marqués de Montecastro y Llanahermosa, (Valladolid, 30 de abril de 1938 - Madrid, 22 de agosto de 2000) fue un periodista español, nacionalizado colombiano, fundador de Cambio 16 y Diario 16. También trabajó en los años 1960 para el diario colombiano El Tiempo.

## Biografía
Nacido en Valladolid en 1938, cursó estudios de Derecho en Madrid y se doctoró en Historia Económica en La Sorbona de París. Durante su juventud también mostró afición por el periodismo e interés por la militancia política. Comenzó a participar en actividades antifranquistas, y en 1961 se afilió a la Agencia de Prensa España Libre, asociada al Frente de Liberación Popular. En 1962, cuando la policía detuvo a casi un centenar de militantes de la organización, Salas tuvo que pedir asilo político. Consiguió refugiarse en la embajada de Colombia en España, y se trasladó a Bogotá.
En Colombia comenzó a trabajar en el diario El Tiempo, y es allí donde empezó a involucrarse de lleno en el periodismo. En 1966 se trasladó a Francia para trabajar en France Press, y en 1969 a Londres, donde trabajó para la versión de The Economist en español. Ese mismo año se le permitió regresar a España, cuando fue absuelto.
En 1971 Salas fundó, junto con otros 15 periodistas y profesionales, el semanario Cambio 16. Bajo la dictadura franquista, la revista tuvo como temática la "economía y sociedad", y tras la muerte de Franco pasó a ser una revista de información general, que logró mucha relevancia durante la Transición Española. El éxito de la publicación le llevó a fundar un diario generalista llamado Diario 16, que salió al mercado el 18 de octubre de 1976.
Durante los años 80, el buen nivel de ventas de sus dos publicaciones le llevó a conformar un conglomerado mediático. Creó el Grupo 16, bajo el cual se editaron también revistas como Motor 16 o Marie Claire. Sin embargo, durante los años 1990 sus publicaciones pasaron por una grave crisis, encabezada por los malos resultados económicos de Diario 16. Esta crisis acabó con la venta e incluso cierre de casi todas las revistas de su grupo.
Diario 16 entró en proceso concursal en 1997, y Juan Tomás abandonó por completo el grupo. En 1998 lanzó al mercado el semanario satírico El gato encerrado, pero fracasó por falta de financiación y De Salas abandonó toda actividad empresarial. Durante el resto de su vida continuó publicando artículos de opinión en diversas publicaciones. Además, adoptó la doble nacionalidad colombiana, a la que tenía derecho por sus años de trabajo allí, como recuerdo del país que le acogió durante su exilio. Juan Tomás de Salas falleció el 22 de agosto de 2000 a los 62 años, víctima de un cáncer.